# Ahmad Shah Abdali 4-day Tournament 2023
Das Ahmad Shah Abdali 4-day Tournament 2023 war die sechste Saison des nationalen First-Class-Cricket-Wettbewerbes in Afghanistan, der vom 10. August bis zum 21. September 2023 ausgetragen wurde. Im Finale konnten sich die Maiwand Champions mit 7 Wickets gegen Hindukush Strikers durchsetzen.

## Format
Die Mannschaften spielten in einer Division gegen jede andere jeweils zwei Spiele. Für einen Sieg erhielt ein Team zunächst 14 Punkte; sollte die Siegesmannschaft auch den ersten Innings gewonnen haben, dann erhielt das Team 20 Punkte. Falls eine Mannschaft das Spiel verloren haben, aber den ersten Innings gewonnen, dann erhielt diese Mannschaft 6 Punkte. Sollte kein Ergebnis erreicht werden und das Spiel in einem Remis enden, zählen die Resultate nach dem ersten Innings. Dabei gibt es 13 Punkte für einen Sieg und 7 Punkte im Falle einer Niederlage. Konnte ein Spiel nicht beendet werden, dann erhalten beide Mannschaften 10 Punkte. Des Weiteren war es möglich, dass Mannschaften Punkte abgezogen bekommen, wenn sie beispielsweise zu langsam spielten oder der Platz nicht ordnungsgemäß hergerichtet war. Am Ende der Saison wurde ein Finale der besten beiden Mannschaften ausgetragen, dessen Sieger der Gewinner des Ahmad Shah Abdali 4-day Tournaments ist.

## Resultate
Tabelle
| Teams              | Sp. | S | N | U | R | WLF | LWF | DWF | DLF | ND | Punkte |
| ------------------ | --- | - | - | - | - | --- | --- | --- | --- | -- | ------ |
| Hindukush Strikers | 6   | 4 | 0 | 0 | 0 | 0   | 0   | 0   | 2   | 0  | 94     |
| Maiwand Champions  | 6   | 2 | 1 | 0 | 0 | 1   | 1   | 1   | 0   | 0  | 73     |
| Mah-e-Par Stars    | 6   | 1 | 3 | 0 | 0 | 0   | 1   | 1   | 0   | 0  | 39     |
| Pamir Legends      | 6   | 1 | 4 | 0 | 0 | 1   | 0   | 0   | 0   | 0  | 34     |

Sieg: 20 Punkte; Remis: 0 Punkte
Spiele
| 10. – 13. August Scorecard | Chost | Mah-e-Par Stars 134 (41) & 332 (86.2)                    | – | Hindukush Strikers 565-8d (125.1) |
|                            |       | Hindukush Strikers gewinnt mit einem Innings und 99 Runs |   |                                   |

| 10. – 13. August Scorecard | Dschalalabad | Maiwand Champions 174 (71) & 147 (45.3) | – | Pamir Legends 94 (33.4) & 129 (45.2) |
|                            |              | Maiwand Champions gewinnt mit 98 Runs   |   |                                      |

| 16. – 19. August Scorecard | Chost | Mah-e-Par Stars 523 (120.5) & 357-7d (88.5) | – | Hindukush Strikers 423 (123.5) & 135-8 (32) |
|                            |       | Remis                                       |   |                                             |

| 16. – 19. August Scorecard | Dschalalabad | Pamir Legends 193 (59.4) & 292 (82.5) | – | Maiwand Champions 242 (57) & 180 (43.5) |
|                            |              | Pamir Legends gewinnt mit 63 Runs     |   |                                         |

| 22. – 25. August Scorecard | Dschalalabad | Hindukush Strikers 226 (68.1) & 454-7d (115.5) | – | Maiwand Champions 231 (83) & 258-3 (66.1) |
|                            |              | Remis                                          |   |                                           |

| 24. – 27. August Scorecard | Kandahar | Mah-e-Par Stars 322 (101.5) & 287 (76.5) | – | Pamir Legends 214 (64.5) & 145 (48.2) |
|                            |          | Mah-e-Par Stars gewinnt mit 250 Runs     |   |                                       |

| 30. August – 2. September Scorecard | Kandahar | Mah-e-Par Stars 210 (58.3) & 167 (49.1) | – | Pamir Legends 311 (92.2) & 68-1 (19.1) |
|                                     |          | Pamir Legends gewinnt mit 9 Wickets     |   |                                        |

| 30. August – 2. September Scorecard | Dschalalabad | Hindukush Strikers 260 (77.4) & 273 (83) | – | Maiwand Champions 193 (62.4) & 216 (72) |
|                                     |              | Hindukush Strikers gewinnt mit 124 Runs  |   |                                         |

| 5. – 8. September Scorecard | Kandahar | Maiwand Champions 338 (112.2) & 213 (70.2) | – | Mah-e-Par Stars 314 (83.2) & 102 (31.5) |
|                             |          | Maiwand Champions gewinnt mit 135 Runs     |   |                                         |

| 5. – 8. September Scorecard | Dschalalabad | Pamir Legends 42 (15.4) & 236 (54.5)                     | – | Hindukush Strikers 308 (88.5) |
|                             |              | Hindukush Strikers gewinnt mit einem Innings und 30 Runs |   |                               |

| 11. – 14. September Scorecard | Kandahar | Maiwand Champions 176 (49.2) & 247 (80) | – | Mah-e-Par Stars 215 (51) & 180 (43.4) |
|                               |          | Maiwand Champions gewinnt mit 28 Runs   |   |                                       |

| 13. – 16. September Scorecard | Dschalalabad | Pamir Legends 254 (60.2) & 141 (38)       | – | Hindukush Strikers 394 (118.3) & 4-0 (0.5) |
|                               |              | Hindukush Strikers gewinnt mit 10 Wickets |   |                                            |

### Finale
| 18. – 21. September Scorecard | Dschalalabad | Hindukush Strikers 334 (77) & 87 (24.3) | – | Maiwand Champions 366 (84) & 58-3 (9) |
|                               |              | Maiwand Champions gewinnt mit 7 Wickets |   |                                       |